# Muzejní železnice Blonay–Chamby

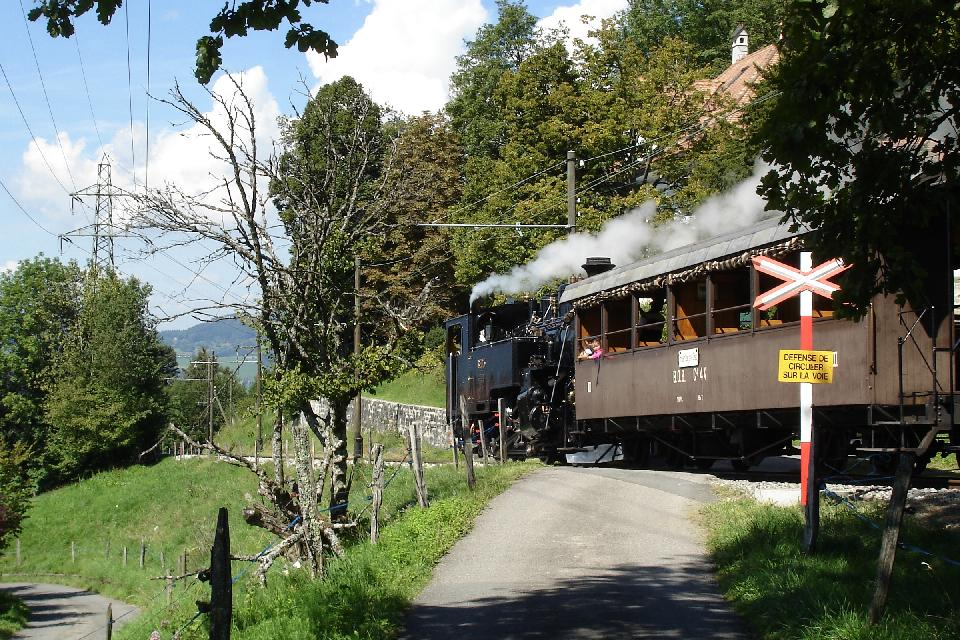
Historický parní vlak na železniční trati z Blonay do Chamby (2010)

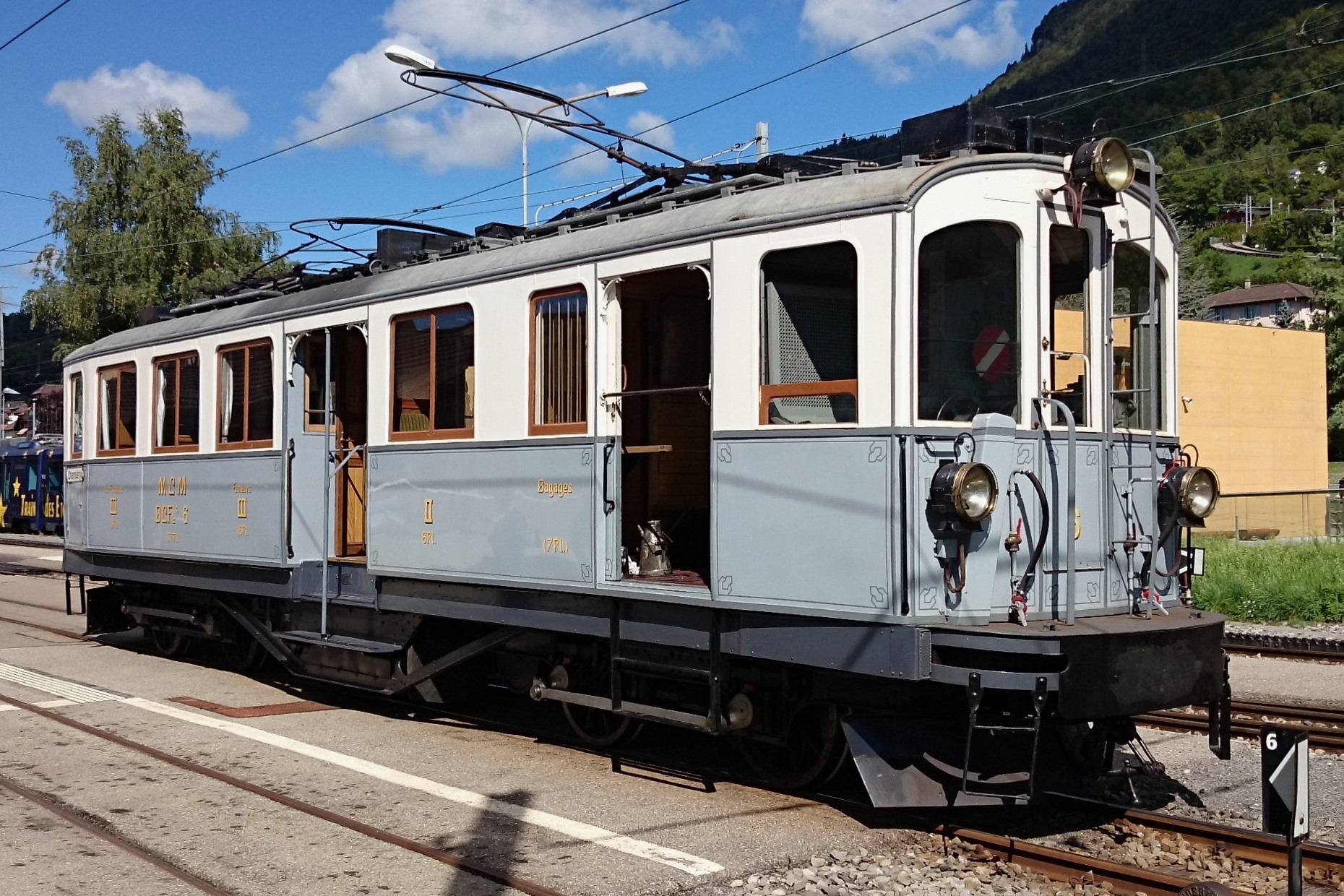
Historický Historický ozubnicový železniční vůz železnice Monthey–Champéry–Morgins (2015)

Muzejní železnice Blonay–Chamby (BC), francouzsky chemin de fer-Musée Blonay-Chamby, nad Montreux u Ženevské jezero,  která existuje  již od roku 1968, je považována za nejstarší muzejní železnice Švýcarsko.
O víkendech v letní sezóně ,nabízí historická železnice jízdu jedním z vlaků s parním nebo elektrickým pohonem. V Chamby-Musée (Chaulin), kam se dostanete ze stanice Blonay na železniční trati do Chamby, se nachází největší švýcarská sbírka provozuschopných historických kolejových vozidel s metrovým rozchodem.
O provoz historické železnice se starají dobrovolníci. Ti také udržují unikátní vozový park  s více než 70 parních a elektrických lokomotiv, elektrických motorových vozů, tramvají, osobních a nákladních vozů z let 1874 až 1948, který je vystaven ve dvou halách a je uznáván jako jedna z nejvystavnějších  sbírek v Evropě.
Železniční trať z Blonay do Chamby, kterou využívá historická železnice, pochází z roku 1902 a je dlouhá tři kilometry. Její nejznámější stavbou je 78 metrů dlouhý a 45 metrů vysoký kamenný obloukový most přes soutěsku Baye de Clarens.